# Adur Lasa
Adur Lasa Unciti, llamado Lasa IV, nacido en Echarri-Aranaz (Navarra) el 20 de marzo de 1994, es un pelotari español de pelota vasca en la modalidad de mano, juega en la posición de zaguero. Es sobrino del ex-pelotari ganador 3 veces del campeonato de parejas Óscar Lasa.